# Mario Botta
Mario Botta (1 de abril de 1943) es un arquitecto nacido en Mendrisio, cantón del Tesino, Suiza.
Diseñó su primera casa a los 16 años de edad, aunque se desconoce si fue construida. Estudió en el Liceo Artístico en Milán y en el Instituto Universitario di Architettura (IUAV) en Venecia donde se diplomó con Carlo Scarpa. Sus ideas fueron influenciadas por Le Corbusier, y Louis Kahn con los que tuvo ocasión de trabajar durante su estancia en Venecia. Abrió su propia oficina en 1970 en Lugano.
Su estilo es fuerte y geométrico, de plantas simétricas ahuecadas para permitir el paso. Sus edificios combinan muros pesados (hormigón, ladrillo) con estructuras livianas de acero y vidrio. Sus edificios están repartidos por Suiza, particularmente en el cantón del Tesino. Es asimismo autor de la Médiathèque de Villeurbanne (1988), la catedral de Évry (1995) y el Museo de Arte Moderno de San Francisco (1995). Entre sus primeras obras destaca la casa Rotonda en Stabio, cilíndrica y construida con ladrillos de hormigón, de aspecto muy compacto. Una gran hendidura parte el cilindro y permite el paso de la luz hasta lo más profundo de él.
Desde 1996 ejerce la docencia en la Academia de Arquitectura en Mendrisio de la Universidad de Suiza Italiana.

## Edificios realizados
1959/1970
- Casa unifamiliar Morbio Superiore (Suiza) (1959)
- Casa parroquial (en colaboración con Tita Carloni) Genestrerio (Suiza) (1961)
- Casa unifamiliar Stabio (Suiza) (1965/1967)
- Capilla del monasterio de Santa María (en colaboración  con Tita Carloni) Bigorio (Suiza) (1966)

1971/1980
- Casa unifamiliar Cadenazzo (Suiza) (1971)
- Casa unifamiliar Riva San Vitale (Suiza) (1971/73)
- Escuela media Morbio Inferiore (Suiza) (1972/1977)
- Sala de encuentro, Monastrero di Santa Maria Bigorio (Suiza) (1973)
- Biblioteca del Convento de los Capuchinos Lugano (Suiza) (1976/1979)
- Palestra Pública Balerna (Suiza) (1976/1977)
- Restructuración y completamento de una cascina Ligrignano (Suiza) (1977/1978)
- Centro artesanal Balerna (Suiza) (1977/1979)
- Banca del Estado Friburgo (Suiza) (1977/1982)
- Casa unifamiliar Pregassona (Suiza) (1979/1980)
- Casa unifamiliar Massagno (Suiza) (1979/1981)
- Casa unifamiliar Viganello (Suiza) (1980/1981)
- Casa unifamiliar (Casa rotonda) Stabio (Suiza) (1980/1982)

1981/1985
- Casa unifamiliar Origlio (Suiza) (1981/1982)
- Edificio administrativo Ransila I Lugano (Suiza) (1981/1985)
- Sede central de la Banca del Gottardo Lugano (Suiza) (1982/1988)
- Casa de la Cultura André Malraux Chambéry (Francia) (1984/1987)
- Biblioteca pública - Maison du Livre, de l'Image et du SonVilleurbanne (Francia) (1984/1988)
- Complejo residencial en la ex área Venchi-Unica Turín (Italia) (1984/1987)
- Galería de Arte Watari-um Tokio  (1985/1990)
- Palacio per appartamenti ed uffici - Palazzo Botta Lugano (Suiza) (1985/1990)
- Edificio administrativo “Ransila II” Lugano (Suiza) (1985/1991)
- Edificio residencial Lützowplatz (en colaboración con Bendoraitis, Gurt & Messer) Berlín  (1985/1991)

1986/1990
- Casa unifamiliar Cavigliano (Suiza) (1986/1989)
- Casa unifamiliar Vacallo (Suiza) (1986/1989)
- Casa para dos familias Daro (Suiza) (1986/1991)
- Complejo residencial y comercial "I 5 Continenti" Paradiso (Suiza) (1986/1992)
- Edificio administrativo "Caimato" Lugano (Suiza) (1986/1993)
- Edificio principal de la Unión de la Banca Suiza (en colaboración con Burkhandt und Partner) Basilea
- Iglesia de San Giovanni Battista (Mogno) (Suiza) (1986/1998)
- Riqualificazione di Piazza della Pace Parma (Italia) (1986/1992)
- Casa unifamiliar Losone (Suiza) (1987/1989)
- Casa unifamiliar Manno (Suiza) (1987/1990)
- Chiesa del Beato Odorico (en colaboración con Piero Beltrame) Pordenone (Italia) (1987/1992)
- Tomba di famiglia Lugano (Suiza) (1987/1992)
- Iglesia de los SS. Pietro e Paolo (en colaboración con Fabiano Redaelli) Sartirana di Merate (Italia) (1987/1996)
- Uffici y residenciae Bellinzona (Suiza) (1988/1991)
- Insediamento residencial (en colaboración con Ferruccio Robbiani) Novazzano (Suiza) (1988/1997)
- Centro Commercial Le Torri, Firenze (Italia) (1988/1992)
- Catedral de Évry (Francia) (1988/1995)
- Torre Kyobo en Seúl (Corea del Sur) (1989/2003)
- Complejo residencial (en colaboración con Luciano e Mario Gemin) Castelfranco Veneto (Italia) (1988/1997)
- Edificio de la dirección Swisscom Bellinzona (Suiza) (1988-1998)
- Museo de Arte de Rovereto y Trento (MART) (en colaboración con Giulio Andreolli) Rovereto, Italia, (1988/2002)
- Casa unifamiliar Daro (Suiza) (1989/1992)
- Casa unifamiliar Cologny (Suiza) (1989/1993)
- Casa unifamiliar Montagnola (Suiza) (1989/1994)
- Museo de Arte Moderno de San Francisco (en colaboración con Hellmuth, Obata and Kassabaum) (USA) (1989-1995)
- Iglesia de Santa Maria degli Angeli Monte Tamaro (Suiza) (1990/1996)
- Sede del diario "La Provincia" (en colaboración con Giorgio Orsini) Como (Italia) (1990/1997)
- Centro deportivo de Tenero (Suiza) (1990/2000)
- Uffici e abitazioni “La Fortezza”, Maastricht (1990/1999)
- Nuevo Casinò (en colaboración con Giorgio Orsini) Campione d'Italia (Italia) (1990/2006)

1991/1996
- Tienda itinerante del setecientos aniversario de la Confederazione Elvetica (o tenda "di Botta") Bellinzona (Suiza) (1991)
- Complejo industrial Verbania (Italia) (1991)
- Edificio administrativo (en colaboración con Fabiano Redaelli) Merate (Italia) (1991/1997)
- Complejo residencial (en colaboración con Fabiano Redaelli) Bernareggio (Italia) (1991/1997)
- Centro commercial y residencial "Piazzale alla Valle" Mendrisio (Suiza) (1991/1998)
- Complejo residencial Monte Carasso (Suiza) (1992-1996)
- Casa per anziani, Novazzano (Suiza) (1992-1998)
- Centro commerciale (en colaboración con Fabiano Redaelli) Merate (Italia) (1992/1998)
- Centro Friedrich Durrenmatt Neuchâtel (Suiza) (1992-2000)
- Casa unifamiliar (en colaboración con Fabiano Redaelli) Bernareggio (Italia) (1993/1999)
- Liceo scientifico (en colaboración con Giorgio Orsini) Città della Pieve (Italia) (1993/2000)
- Estación de servicio Piotta (Suiza) (1993/1998)
- Barriere antirumore autostradali Chiasso (Suiza) (1993/2004)
- Restauración y ampliación de la Fondazione Querini Stampalia Venecia (Italia) (1993/2003)
- Museo Tinguely, en Basilea (Suiza) (1993/1996)
- Iglesia Papa Giovanni XXIII Seriate Italia (1994/2004);
- Museo all'aria aperta "Arca di Noé" Jerusalén (1995/2001)
- Leeum - Museo de Arte Samsung Seúl (1995/2004);
- Casa unifamiliar Muzzano (Suiza) (1995/1997)
- Entrada al jardín del tarot de Niki de Saint Phalle (en colaboración con Roberto Aureli) Garavicchio (Italia) (1995/1997)
- Biblioteca municipal de Dortmund (1995/1998)
- Restructuración del Museo Vela Ligornetto (Suiza) (1995/2001)
- Monumento Cumbre de Las Américas (en colaboración con Luis Fernández de Cordova) Santa Cruz de La Sierra, Bolivia (1996)
- Sinagoga Cymbalista e centro dell'eredità ebraica Israel, (1996/1998)
- Complejo de uffici New Delhi  (1996/2003)

1997/2000
- Nuevo impianto funivia Cardada-Locarno (Suiza) (1997/2000)
- Nueva Sede de la Banca Nacional de Grecia (en colaboración con Irena Sakellaridou e Morpho Papanikolaou) Atene, Grecia (1998/2001)
- Casa unifamiliar Königsberg, Germania (1998/1999)
- Torre Belvedere Moron (Suiza) (1998/2004)
- Rediseño de la fachada de la iglesia Genestrerio (Suiza) (1998/2004)
- Complejo residencial Deventer Olanda(1998/2004)
- Fundación Martin Bodmer - Biblioteca y Museo en Cologny (Suiza), (1998/2003)
- Capilla de Azzano de Seravezza (Italia) (1999/2000)
- Uffici Harting Minden (Alemania) (1999/2001)
- Cantina Petra en Suvereto (Toscana), Italia, (1999/2003);
- Nueva ala de la Facultad de Giurisprudenza de la Universidad de los estudios de Trento (en colaboración con Emilio Pizzi) Trento (Italia) (1999/2006)
- Nueva parrocchia del Santo Volto Turín (Italia) (2000/2006)

2001/2005
- Società di assicurazioni "Ethniki" Atenas (2001/2006);
- Pensilina TPL, Terminal Bus Lugano (2001/2002)
- Ristrutturazione e ampliamento del Teatro de La Scala Milán  (2002/2004)
- Complejo de plaza Marconi e terminal delle autolinee a Vimercate (Italia) (2003)
- Redefinición del área de la estación Segrate (Italia) (2003)
- Centro wellness Bergoase Arosa (Suiza) (2003/2006)
- Biblioteca Cívica A. Tiraboschi en Bérgamo (2004)
- Villa unifamiliar Bernareggio (Italia) (2004)
- Centro para la talasoterapia Spotorno (Italia) (2004/en curso de realización)
- Edificio residencial Gallarate (Italia) (2005/2010)
- Recuperación Ex Aree ABB Lodi (Italia) (2005/en curso de realización)
- Escuela de la Infancia Estatal de Rosà (Italia) (2004)

2006/2010
- Werner Oechslin Library - Biblioteca privata di architettura Einsiedeln (Suiza) (2006)
- Nueva sede direccional y Museo Campari e residenze (en colaboración con arch. Pierluigi Marzorati) Sesto San Giovanni (Italia) (2006/2009)
- Risistemazione chiostro interno di palazzo Crepadona (opera detta "cubo di Botta") Belluno (Italia) (2007)
- Stazioni Poggioreale e Tribunale della Linea 1 della Metropolitana Nápoles (Italia) (2007/en curso de realización)
- Phoenix Island Villa Condo & Club House, Seogwipo-si, Corea (2007)
- Masterplan Sarzana (Italia) (2007/en curso de realización)
- Nuevo Ospedale Civil (en colaboración con N.F.H.P. e Studio Redaelli) Vimercate (Italia) (2007/2010)
- Iglesia de Santa Maria Nuova a Terranuova Bracciolini Italia (2007/en curso de realización)
- MiNEC (Milan North-East Centre), Vimodrone Italia (2008)
- Sede del ANCE Lecco (Italia) (2008)
- Nuevo Complejo Didáctico para la Biomedicina Padova  (2008/en curso de realización)
- Complejo monumental San Paolo, Fontana del Museo Cívico, Monselice (Italia) (2009)
- Cantina Château Faugères, Saint Emilion (Francia) (2009)
- Torre Caldora, Pescara (Italia) (2009-ferma)
- Redefinición de la Piazza Mazzini Modena (2009/en curso de realización)
- Ampliación del centro deportivo nacional Tenero (Suiza) (2009/ en curso de realización)
- "Cittadella delle Istituzioni" nell'Area Appiani en Treviso (Italia)  (2010)
- Recuperación degli ex Magazzini Generali Verona  (2010/ en curso de realización)
- falegnameria dell'OTAF Sorengo (Suiza) (inaugurada en 2013)